# Stefano da Verona
Stefano da Verona (o da Zevio ; c. 1379 - c. 1438) fue un pintor italiano que estuvo activo en Verona.

## Biografía
Era hijo del pintor francés Jean d'Arbois, que había llegado a Italia, a la corte de Gian Galeazzo Visconti, después de trabajar para Felipe II de Borgoña. Probablemente fue aprendiz en Pavía, en los talleres de iluminadores de los Visconti. Estuvo influenciado por el pintor y miniaturista Michelino da Besozzo, como se puede ver en la Virgen de la rosaleda (hacia 1420–1435), atribuida en ocasiones a él y en otras a Michelino. Múltiples formas estilizadas en sus pinturas (como la forma de las plantas en la Virgen de la rosaleda) sugieren que se formó con miniaturistas lombardos y del Véneto. 
Antes de instalarse en Verona, Stefano trabajó en Padua. En Verona ejecutó sus principales obras, como la Adoración de los Magos (ahora en la Pinacoteca de Brera), firmada y fechada en 1434. Se ha atribuido a Stefano una pintura que representa La Virgen y el Niño con ángeles en un jardín con un seto de rosas, conservada en el Museo de Arte de Worcester.
Fue amigo de Pisanello, que estaba en Verona en el mismo período, y sus estilos se influyeron mutuamente. Vincenzo di Stefano da Verona era probablemente un hijo o un alumno. Sus hermanos Giovanni Antonio y Giovanni Maria también fueron pintores.

## Galería

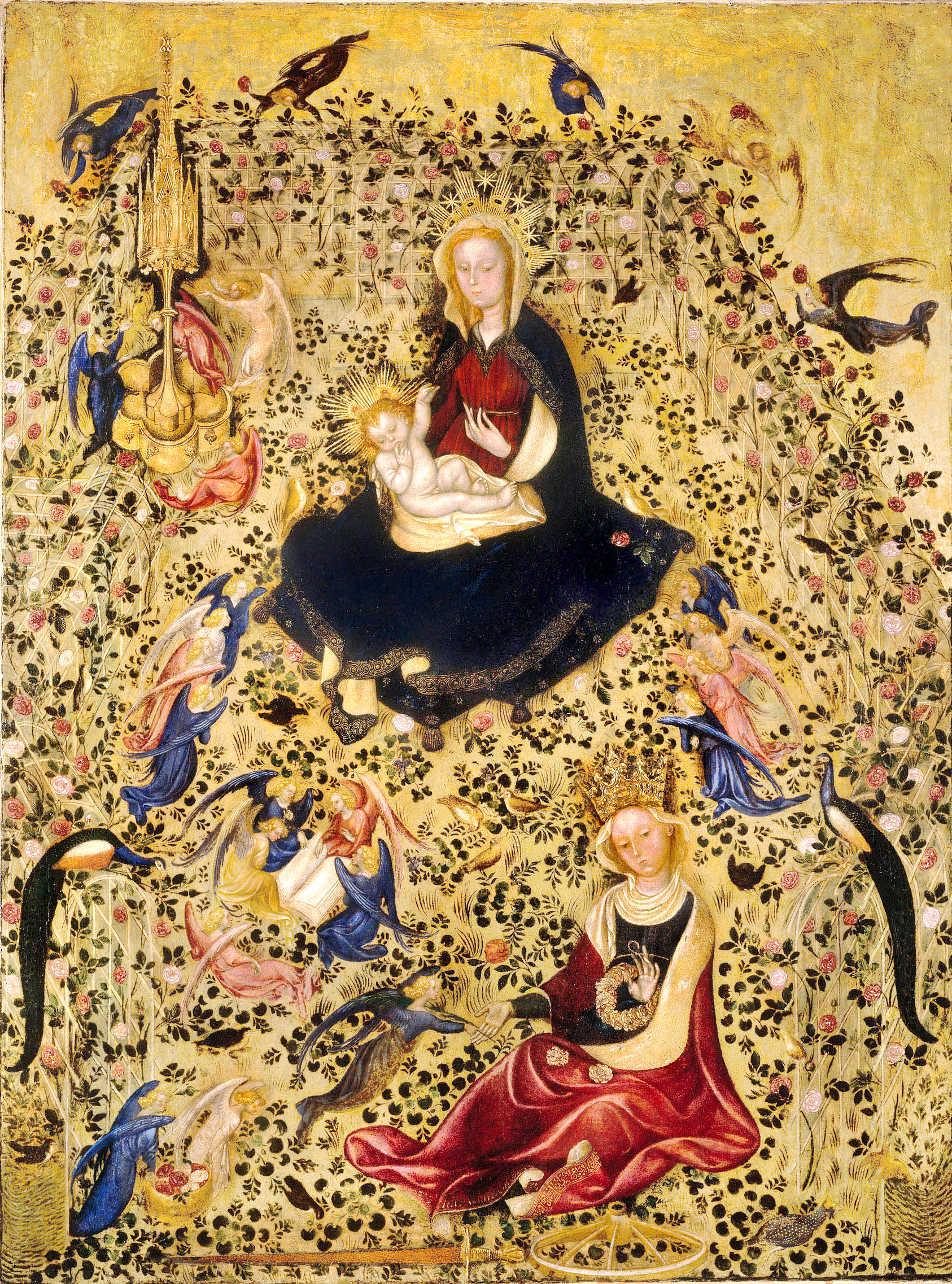
Virgen de la rosaleda,[3] hacia 1420-1435 Museo de Castelvecchio (Verona). Obra atribuida en ocasiones a Stefano da Verona y otras a Michelino da Besozzo
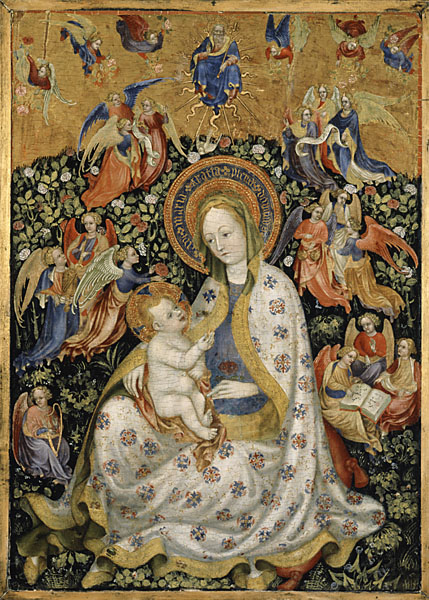
La Virgen y el Niño con ángeles en un jardín con un seto de rosas,[4] hacia 1430 Museo de Arte de Worcester
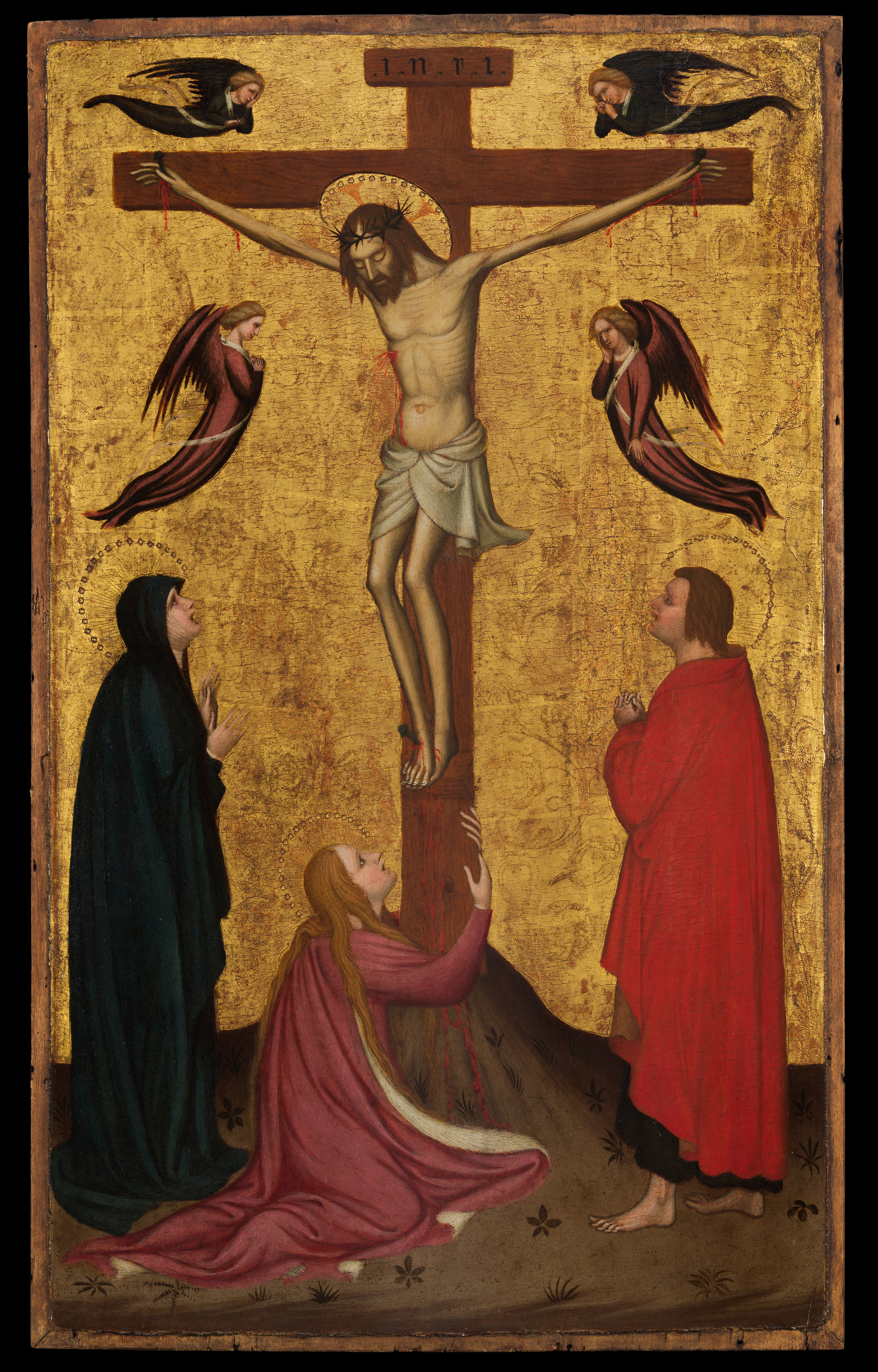
La Crucifixión,[5] hacia 1400 Metropolitan Museum of Art (Nueva York)
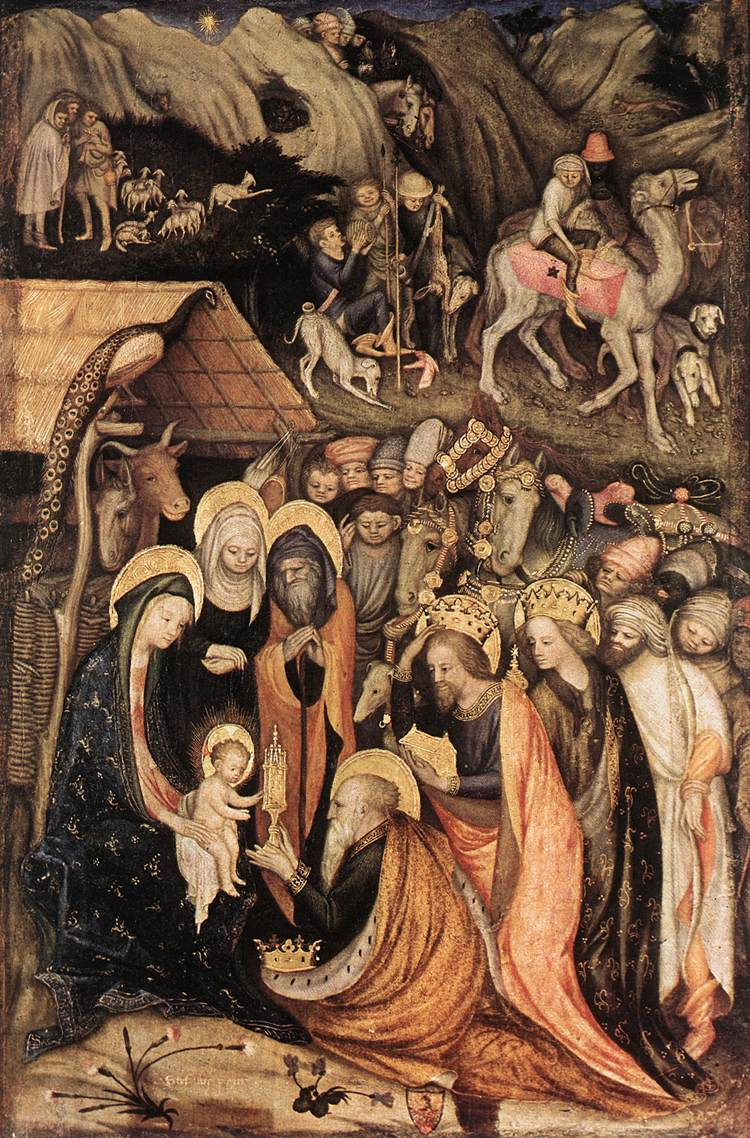
Adoración de los Reyes Magos,[6] 1435 (?) Pinacoteca de Brera (Milán)
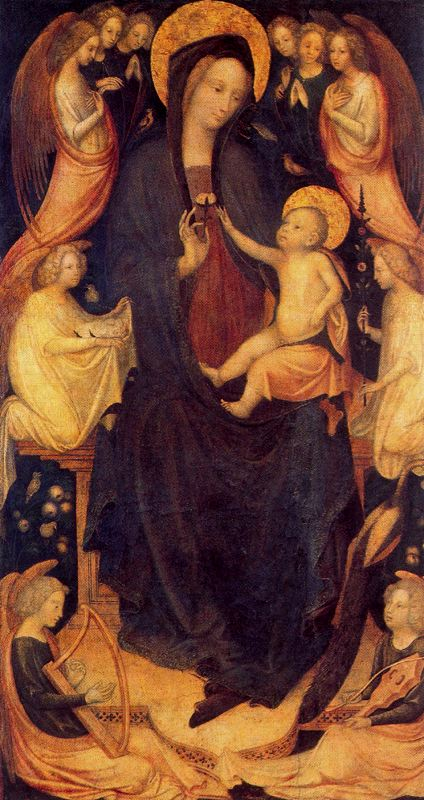
La Virgen y el Niño Palacio Colonna (Roma)